# Marco Bizot
Pour les articles homonymes, voir Bizot.
Marco Bizot, né le 10 mars 1991 à Hoorn aux Pays-Bas, est un footballeur international néerlandais. Il évolue au poste de gardien de but à Aston Villa.

## Biographie

### Ajax Amsterdam
Marco Bizot commence sa carrière en jeunes au SV Westfriezen à Hoorn (Hollande-Septentrionale), où il est repéré et amené à l'âge de neuf ans à l'académie de jeunes de l'Ajax Amsterdam en 2000. Il est prêté au SC Cambuur en Jupiler League pour la saison 2011-2012, afin d'acquérir de l'expérience.

### FC Groningue
Le 14 juin 2012, l'Ajax Amsterdam et le Football Club Groningue parviennent à un accord sur le transfert de Marco Bizot vers ce dernier club.
Il est dans un premier temps la doublure de Luciano avant de devenir titulaire à partir de son premier match pour le club, le 20 janvier 2013, lors d'une rencontre de championnat face au FC Utrecht. Son équipe est battue ce jour-là par deux buts à zéro.

### KRC Genk
Le 22 juin 2014, le FC Groningue vend Bizot au club belge du KRC Genk. Il signe un contrat de 3 ans.

### AZ Alkmaar
Le 10 mai 2017, Marco Bizot s'engage avec l'AZ Alkmaar et fait ainsi son retour aux Pays-Bas.

### Stade brestois 29

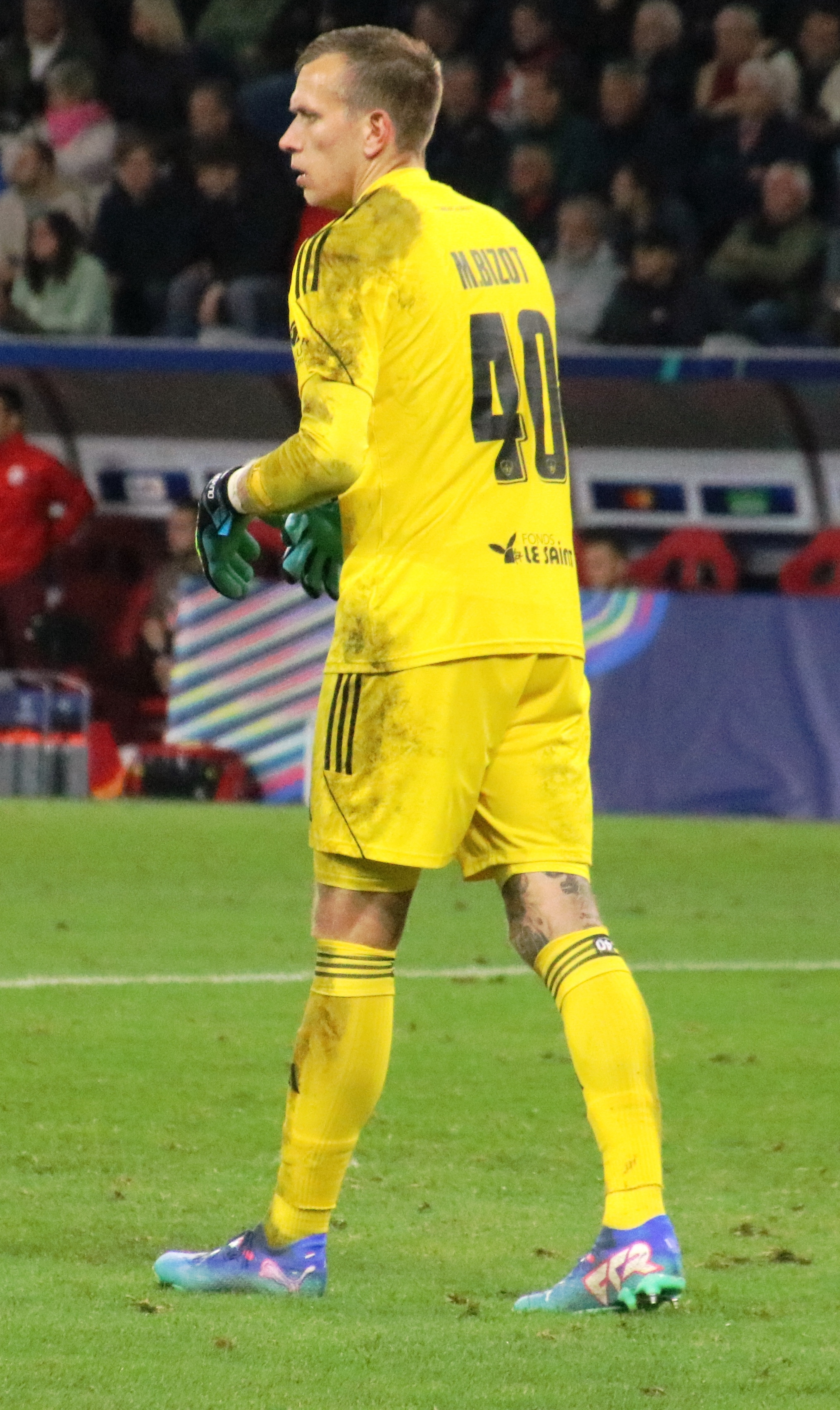
Bizot en 2024 avec le Stade brestois 29

Le 4 août 2021, le Stade brestois 29 annonce sa signature pour une durée de trois ans via son site Internet. Le montant de l'opération est estimé à environ 1 million d'euros. 
Michel Der Zakarian en fait directement son gardien numéro 1 à la place de Gautier Larsonneur.
Bizot joue son premier match pour Brest le 7 août 2021, lors de la première journée de la saison 2021-2022 de Ligue 1, contre l'Olympique lyonnais. Il est titularisé et les deux équipes se neutralisent (1-1 score final).

### En sélection
En mars 2018, Marco Bizot est convoqué pour la première fois avec l'équipe nationale des Pays-Bas, par le sélectionneur Ronald Koeman, tout comme ses coéquipiers de l'AZ Alkmaar, Guus Til et Wout Weghorst. Il est ainsi convoqué pour la deuxième fois, le 15 mars 2024 pour jouer deux matchs amicaux face à l'Écosse et l'Allemagne

## Statistiques
| Saison                | Club                  | Championnat           | Championnat | Championnat | Coupe(s) nationale(s) | Coupe(s) nationale(s) | Compétition(s) continentale(s) | Compétition(s) continentale(s) | Compétition(s) continentale(s) | Total | Total |
| Saison                | Club                  | Division              | M.          | B.          | M.                    | B.                    | Comp.                          | M.                             | B.                             | M.    | B.    |
| 2009-2010             | Ajax Amsterdam        | Eredivisie            | 0           | 0           | -                     | -                     | C3                             | -                              | -                              | 0     | 0     |
| 2010-2011             | Ajax Amsterdam        | Eredivisie            | 0           | 0           | -                     | -                     | C3                             | -                              | -                              | 0     | 0     |
| Sous-total            | Sous-total            | Sous-total            | 0           | 0           | -                     | -                     | -                              | -                              | -                              | 0     | 0     |
| 2011-2012             | SC Cambuur (prêt)     | Jupiler League        | 21          | 0           | 0                     | 0                     | -                              | -                              | -                              | 21    | 0     |
| 2012-2013             | FC Groningue          | Eredivisie            | 18          | 0           | 0                     | 0                     | -                              | -                              | -                              | 18    | 0     |
| 2013-2014             | FC Groningue          | Eredivisie            | 38          | 0           | 3                     | 0                     | -                              | -                              | -                              | 41    | 0     |
| Sous-total            | Sous-total            | Sous-total            | 56          | 0           | 3                     | 0                     | -                              | -                              | -                              | 59    | 0     |
| 2014-2015             | KRC Genk              | Jupiler Pro League    | 5           | 0           | -                     | -                     | -                              | -                              | -                              | 5     | 0     |
| 2015-2016             | KRC Genk              | Jupiler Pro League    | 27          | 0           | 5                     | 0                     | -                              | -                              | -                              | 32    | 0     |
| 2016-2017             | KRC Genk              | Jupiler Pro League    | 22          | 0           | 4                     | 0                     | C3                             | 11                             | 0                              | 37    | 0     |
| Sous-total            | Sous-total            | Sous-total            | 54          | 0           | 9                     | 0                     | -                              | 11                             | 0                              | 74    | 0     |
| 2017-2018             | AZ Alkmaar            | Eredivisie            | 34          | 0           | 6                     | 0                     | -                              | -                              | -                              | 40    | 0     |
| 2018-2019             | AZ Alkmaar            | Eredivisie            | 34          | 0           | 5                     | 0                     | C3                             | 2                              | 0                              | 41    | 0     |
| 2019-2020             | AZ Alkmaar            | Eredivisie            | 24          | 0           | 3                     | 0                     | C3                             | 14                             | 0                              | 41    | 0     |
| 2020-2021             | AZ Alkmaar            | Eredivisie            | 33          | 0           | 1                     | 0                     | C1+C3                          | 2+6                            | 0+0                            | 42    | 0     |
| Sous-total            | Sous-total            | Sous-total            | 125         | 0           | 15                    | 0                     | -                              | 24                             | 0                              | 164   | 0     |
| 2021-2022             | Stade brestois 29     | Ligue 1               | 38          | 0           | -                     | -                     | -                              | -                              | -                              | 38    | 0     |
| 2022-2023             | Stade brestois 29     | Ligue 1               | 37          | 0           | -                     | -                     | -                              | -                              | -                              | 37    | 0     |
| 2023-2024             | Stade brestois 29     | Ligue 1               | 32          | 0           | -                     | -                     | -                              | -                              | -                              | 32    | 0     |
| 2024-2025             | Stade brestois 29     | Ligue 1               | 32          | 0           | -                     | -                     | C1                             | 9                              | 0                              | 41    | 0     |
| Sous-total            | Sous-total            | Sous-total            | 139         | 0           | -                     | -                     | -                              | 9                              | 0                              | 148   | 0     |
| 2025-2026             | Aston Villa           | Premier League        | 1           | 0           | -                     | -                     | C3                             | 0                              | 0                              | 1     | 0     |
| Total sur la carrière | Total sur la carrière | Total sur la carrière | 396         | 0           | 27                    | 0                     | -                              | 44                             | 0                              | 467   | 0     |

### En sélection nationale
| Saison                | Sélection             | Phases finales              | Phases finales | Phases finales | Éliminatoires | Éliminatoires | Matchs amicaux | Matchs amicaux | Total | Total |
| Saison                | Sélection             | Compétition                 | M              | B              | M             | B             | M              | B              | M     | B     |
| --------------------- | --------------------- | --------------------------- | -------------- | -------------- | ------------- | ------------- | -------------- | -------------- | ----- | ----- |
| 2018-2019             | Pays-Bas              | Ligue des nations 2018-2019 | 0              | 0              | -             | -             | -              | -              | 0     | 0     |
| 2020-2021             | Pays-Bas              | Euro 2020                   | -              | -              | -             | -             | 1              | 0              | 1     | 0     |
| Total sur la carrière | Total sur la carrière | Total sur la carrière       | 0              | 0              | -             | -             | 1              | 0              | 1     | 0     |

### Liste des matchs internationaux
| Matches internationaux de Marco Bizot | Matches internationaux de Marco Bizot | Matches internationaux de Marco Bizot           | Matches internationaux de Marco Bizot | Matches internationaux de Marco Bizot | Matches internationaux de Marco Bizot | Matches internationaux de Marco Bizot |
|                                       | Date                                  | Lieu                                            | Adversaire                            | Résultat                              | Compétition                           | Notes                                 |
| ------------------------------------- | ------------------------------------- | ----------------------------------------------- | ------------------------------------- | ------------------------------------- | ------------------------------------- | ------------------------------------- |
| 1.                                    | 11 novembre 2020                      | Johan Cruyff Arena, Amsterdam-Sud-Est, Pays-Bas | Espagne                               | 1 - 1                                 | Match amical                          | Titulaire.                            |